# Elecciones al Parlamento Europeo de 2019 (Dinamarca)
Las elecciones al Parlamento Europeo de 2019 en Dinamarca se celebraron el 26 de mayo de 2019 con el propósito de elegir a los 13 eurodiputados daneses del Parlamento Europeo. No obstante, tras concretarse el proceso del Brexit, se le asignó un escaño adicional a la delegación danesa.
La elección se llevó a cabo 10 días antes de las elecciones generales de Dinamarca.
Los eurodiputados daneses son elegidos por sufragio universal directo por todos los ciudadanos de la UE que residen permanentemente en Dinamarca y son mayores de 18 años. La votación se lleva a cabo de acuerdo con la segunda vuelta instantánea, y los escaños se distribuyen proporcionalmente entre las listas de acuerdo con el método D'Hondt.

## Resultados
| Candidatura                     | Candidatura                                      | Votos   | %    | Escaños   | Escaños    |
| Candidatura                     | Candidatura                                      | Votos   | %    | Prebrexit | Postbrexit |
| ------------------------------- | ------------------------------------------------ | ------- | ---- | --------- | ---------- |
|                                 | Izquierda-Partido Liberal de Dinamarca (Venstre) | 648,203 | 23,5 | 3         | 4          |
|                                 | Socialdemócratas (A)                             | 592,645 | 21,5 | 3         | 3          |
|                                 | Partido Popular Socialista (SF)                  | 364,895 | 13,2 | 2         | 2          |
|                                 | Partido Social Liberal (Radikale Venstre)        | 277,929 | 10,1 | 2         | 2          |
|                                 | Partido Popular Danés (DF)                       | 296,978 | 10,8 | 1         | 1          |
|                                 | Partido Popular Conservador (Conservadores)      | 170,544 | 6,2  | 1         | 1          |
|                                 | Alianza Roji-Verde (Ø)                           | 151,903 | 5,5  | 1         | 1          |
| Movimiento Popular Contra la UE | Movimiento Popular Contra la UE                  | 102,101 | 3,7  | 0         | 0          |
| La Alternativa                  | La Alternativa                                   | 92,964  | 3,4  | 0         | 0          |
| Alianza Liberal (LA)            | Alianza Liberal (LA)                             | 60,693  | 2,2  | 0         | 0          |